# 太陽風衛星
太陽風衛星（Solwind）是一顆美國衛星，於1979年2月24日從加州范登堡空軍基地搭載擎天神F火箭發射。1985 年9月13日在軌道上被摧毀。

## 科學儀器
該衛星的軌道太陽天文台（OSO）平台包括一個面向太陽的帆和一個旋轉輪。Ball Aerospace是設計和建造的主要承包商，並提供姿態控制和確定電腦程式。P78-1攜帶伽瑪射線光譜儀、白光日冕儀、極紫外線成像儀、X射線光譜儀、高緯度粒子光譜儀、氣溶膠監測儀和X射線監測儀。X射線監視器命名為NRL-608 或 XMON，是美國海軍研究實驗室和洛斯阿拉莫斯國家實驗室之間的合作計畫。白光日冕儀和紫外線成像儀組合在一個封裝中，命名為 NRL-401 或 SOLWIND，由海軍研究實驗室建造。此日冕儀是 OSO-7 衛星上白光日冕儀的飛行備用零件。紫外線成像儀使用了CCD成像儀，這是CCD在太空中的首次應用之一。

## 歷史
1985年，衛星的電池逐漸老化。導致越來越頻繁的“欠壓切斷”，在這種情況下，衛星檢測到主總線電壓較低並自動關閉所有非重要系統。
太陽風衛星最終被選為ASM-135 ASAT反衛星飛彈的測試目標。任務延長了幾週，為了支持測試。在最後階段，衛星經常被允許連續幾天處於欠壓狀態。
1985年9月13日，太陽風衛星於世界標準時間20:43、北緯35°、西經126°、高度525 公里（326 英里）的軌道上被美國空軍F-15鷹式戰鬥機發射的ASM-135反衛星飛彈摧毀。